# Grove City (Florida)
Grove City es un lugar designado por el censo ubicado en el condado de Charlotte en el estado estadounidense de Florida. En el Censo de 2010 tenía una población de 1.804 habitantes y una densidad poblacional de 311,09 personas por km².

## Geografía
Grove City se encuentra ubicado en las coordenadas 26°54′24″N 82°19′34″O / 26.90667, -82.32611. Según la Oficina del Censo de los Estados Unidos, Grove City tiene una superficie total de 5.8 km², de la cual 3.51 km² corresponden a tierra firme y (39.53%) 2.29 km² es agua.

## Demografía
Según el censo de 2010, había 1.804 personas residiendo en Grove City. La densidad de población era de 311,09 hab./km². De los 1.804 habitantes, Grove City estaba compuesto por el 97.78% blancos, el 0% eran afroamericanos, el 0.22% eran amerindios, el 0.28% eran asiáticos, el 0% eran isleños del Pacífico, el 0.78% eran de otras razas y el 0.94% pertenecían a dos o más razas. Del total de la población el 1.88% eran hispanos o latinos de cualquier raza.